# TM-46
TM-46 (ros. ТМ-46) – radziecka przeciwgąsienicowa mina przeciwpancerna.
TM-46 ma korpus tłoczony z blachy stalowej zawierający 5,3 kg trotylu. W centralnej części miny znajduje się zapalnik i ładunek 200 g trotylu przenoszący wybuch od zapalnika do ładunku głównego. Mina TM-46 była jedną z pierwszych radzieckich min przystosowanych do układania przy pomocy saperskich ustawiaczy min holowanych za samochodami ciężarowymi. Odmianą tej miny jest mina TMN-46 wyposażona w dodatkowe gniazdo zapalnika w bocznej ścianie miny. Wkręca się w nie zapalnik naciągowy połączony przy pomocy odciągu z ziemią co sprawia, że mina TMN-46 jest miną nieusuwalną.
Mina mogła być ustawiana ręcznie lub przy pomocy ustawiacza MLG-60.